# Kapandriti
Kapandriti  este un oraș în Grecia în prefectura Attica.